# Margret Rey
Margret Elizabeth Waldstein Rey (16 maggio 1906 – 21 dicembre 1996) è stata una scrittrice e illustratrice statunitense di origine tedesca ed ebraica.

## Biografia
Margret Elizabeth Rey (nata Waldstein) è nota soprattutto per la serie di libri illustrati per bambini Curioso come George che lei e suo marito H. A. Rey produssero dal 1939 al 1966. Conobbe suo marito a Rio de Janeiro mentre tentava di sfuggire alle persecuzioni naziste.